# Ludwig Heitland
Ludwig Heitland (* 1837 in Düsseldorf; † 1911 ebenda) war ein deutscher Maler, Zeichner, Kupferstecher und Illustrator der Düsseldorfer Schule, Lehrer an der Kunstakademie Düsseldorf sowie Kustos des Historischen Museums der Stadt Düsseldorf.

## Leben

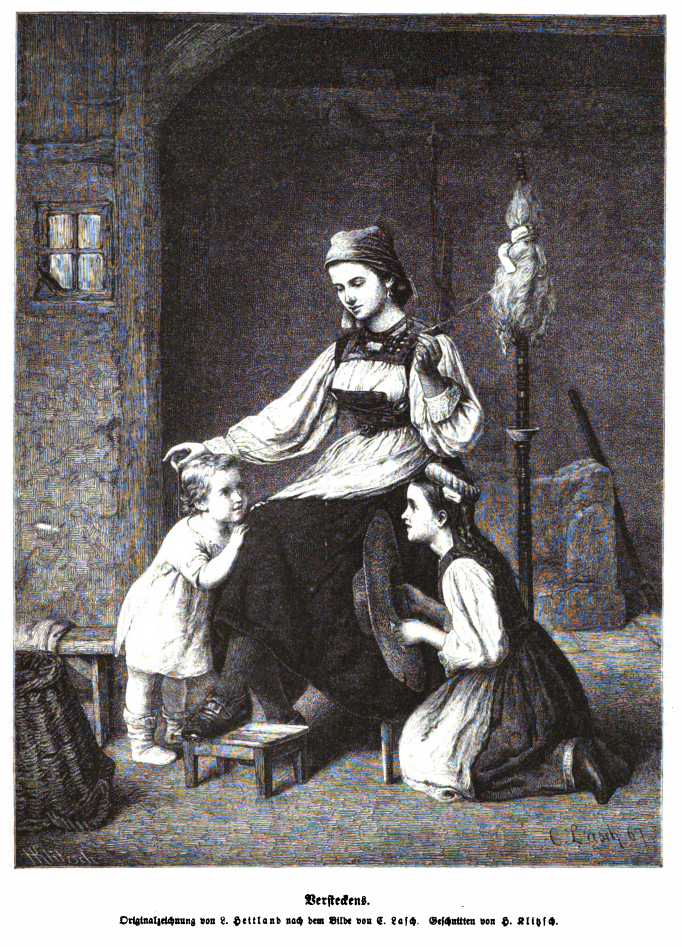
Versteckens, Schnitt zu einer Zeichnung von Ludwig Heitland nach einem Gemälde von Carl Johann Lasch, 1867/1868

Heitland studierte von 1850 bis 1864 an der Kunstakademie Düsseldorf. Dort war er Schüler von Josef Wintergerst, Rudolf Wiegmann, Heinrich Mücke und vor allem von Joseph Keller, der ihn zu einem Kupferstecher heranbildete. In den Jahren 1863 und 1864 war er Schüler der Meisterklassen der Akademie. Heitland galt bereits früh als hervorragender Zeichner. Vom 1. Juni 1860 bis zum Jahr 1864 gehörte er als Hilfslehrer der Elementarklasse von Andreas Müller dem Lehrerkollegium der Düsseldorfer Akademie an. Heitland wirkte hauptsächlich als Kupfer-, Stahl- und Holzstecher im Bereich der Reproduktionsgrafik. Für den Verein zur Verbreitung religiöser Bilder lieferte er zahlreiche Blätter. Von 1884 bis 1893 amtierte er als Kustos des Historischen Museums der Stadt Düsseldorf.
Heitland war Mitglied des Düsseldorfer Geschichtsvereins und des Vereins für rheinische und westfälische Volkskunde.